# Technoprobe
Technoprobe é uma empresa italiana e projeta e fabrica de placas de sonda e tecnologias de medição para circuitos integrados e que são usados para testes na indústria de semicondutores.
Sua atuação é no segmento de mercado é de testes de semicondutores não-voláteis ou SOC (System on Chip), é o único fabricante de placas de sonda na Itália.
Os produtos feitos pela empresa são usados por várias das principais produtoras de produtos eletrônicos para testes de semicondutores durante a sua fabricação, a Technoprobe possui 14 unidades no mundo todo, três centros de pesquisa e 600 patentes certificadas.

## História

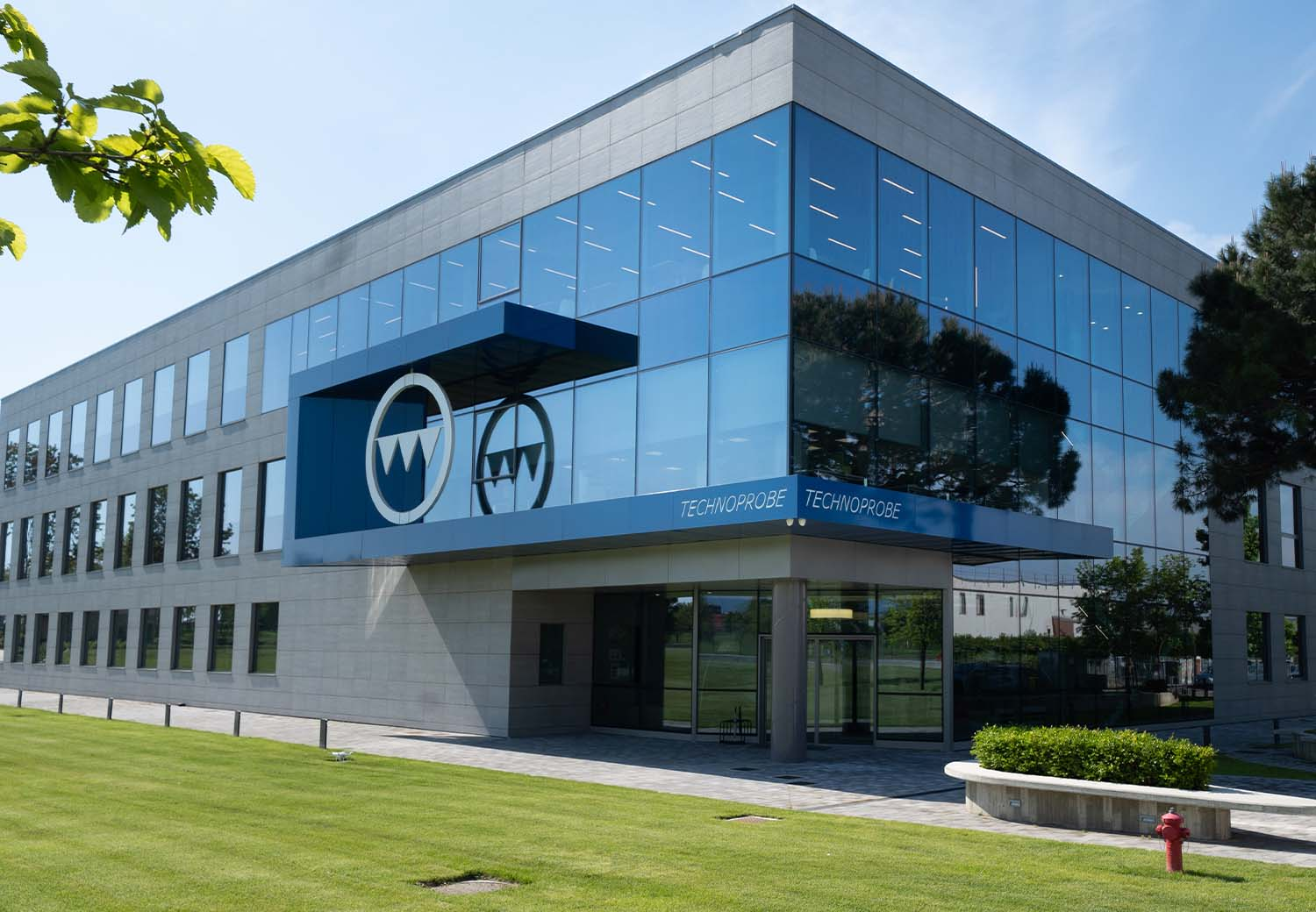
Sede da Technoprobe em Cernusco Lombardone na Itália.

A Technoprobe foi fundada em Merate, perto de Milão, em 1996, por Giuseppe Crippa, que desenvolveu um método novo e mais rápido para fabricar placas de sonda.
Em 2007, a Technoprobe comercializou o primeiro cartão de sonda com MEMS vertical.
Em abril de 2017, era o terceiro maior fabricante mundial de cartões de sonda e, em 2020, passou a ser o segundo maior.
Tornou-se uma empresa de capital aberto em fevereiro de 2022, com ações disponíveis para negociação na Bolsa de Valores de Milão. O inicio da negociação das ações na bolsa de valores foi a partir do dia 15 de fevereiro de 2022, o preço das ações foi fixado inicialmente em 5,70 euros e o valor de mercado inicialmente da Technoprobe foi de 3,43 bilhões de euros.
Em julho de 2023, a Technoprobe adquiriu a companhia estadunidense de testes de chips Harbor Electronics por 50 milhões de dólares, ainda no mesmo ano no mês de novembro, a companhia Norte-Americana fabricante equipamentos de testes automáticos Teradyne adquiriu 10% da Technoprobe por 516 milhões de dólares, por outro lado a Technoprobe comprará a divisão de soluções de interface de dispositivos da Teradyne por 85 milhões de dólares.

## Unidades da empresa
Na Itália existem quatros centros produção e desenvolvimento: Cernusco Lombardone e onde fica sua sede global, Agrate Brianza, Osnago e em Catânia na Sicília. Além da Itália, a Technoprobe tem outras dez unidades em outros países, sendo mais duas na Europa: na Alemanha e França, seis na Ásia: China, Cingapura, Coreia do Sul, Filipinas e Japão e mais unidades nos Estados Unidos no estado da Califórnia.